# Hyperredigering
|  | Sammenskrivningsforslag Artiklen Hyperredigering er foreslået føjet ind i HTML. (Siden februar 2019) Diskutér forslaget |

 Der er for få eller ingen kildehenvisninger i denne artikel, hvilket er et problem. Du kan hjælpe ved at angive troværdige kilder til de påstande, som fremføres i artiklen.

Hyperredigering er redigering og optimering af indhold (særligt tekst), til brug på internettet. Oftest anvendes hyperredigering, når man som person eller virksomhed har materiale fra fx tryksager eller præsentationer, der skal bruges på en hjemmeside.

## Baggrund
Hyperredigering låner hyper fra hypertekst, fordi det handler om indhold på internettet. En vigtig (måske den vigtigste) del af internettet handler om links og forbundne stumper af information, hvilket gør, at indhold til nettet skal håndteres på en anden måde, end tekst i fx tryksager. Redigeringsdelen af hyperredigering henfører til den proces det er at omforme en tekst fra ét medie til brug på nettet. 

## Basal hyperredigering
Man kan komme langt med ganske få og enkle guidelines, for at gøre tekster på nettet bedre. De enkle guidelines kaldes basal hyperredigering. Der er også avanceret hyperredigering, hvilket af gode grunde kræver en større indsats, men også har en række fordele. Mange af dem i forhold til usability og hjælp til fx personer med handicap og andre minoritetsgrupper.
For at kunne hyperredigere en tekst forudsættes det, at teksten har været igennem grundlæggende korrektur for tegnsætning, stave- og slåfejl og korrekt sprogbrug. 

### Opdeling, beskæring og overskrifter
Opmærksomheden og interessen på nettet er flygtig, derfor kræver tekster på nettet langt bedre reducering og strukturering, end tekster i fx magasiner, brochurer og bøger. 
1. En lang skal opdeles i mindre afsnit baseret på indhold, detaljer og længde.
2. Hyperredaktøren vurderer hvilke afsnit, der kan skæres væk, og hvilke der kan skrives sammen. Hvis afsnit skrives sammen, skal det nye afsnit være kortere end de to afsnit før var tilsammen.
3. Afsnittene gives sigende og fængende overskrifter baseret på afsnittenes indhold, men også med hensyn til, hvor i den samlede tekst læseren befinder sig. Således at fx sidste afsnits overskrift indeholder konklusion, afslutning eller lignende relative markeringsord.